# Departamento Ñorquincó
Das Departamento Ñorquincó liegt im Süden der Provinz Río Negro im Süden Argentiniens und ist eine von 13 Verwaltungseinheiten der Provinz. 
Es grenzt im Norden an das Departamento Pilcaniyeu, im Osten an das Departamento Veinticinco de Mayo, im Süden an die Provinz Chubut und im Westen an das Departamento Bariloche. 
Die Hauptstadt des Departamento Ñorquincó ist das gleichnamige Ñorquincó.

## Bevölkerung

### Übersicht
Das Ergebnis der Volkszählung 2022 ist noch nicht bekannt. Bei der Volkszählung 2010 war das Geschlechterverhältnis mit 1.005 männlichen und 731 weiblichen Einwohnern sehr unausgeglichen mit einem deutlichen Männerüberhang.
Nach Altersgruppen verteilte sich die Einwohnerschaft auf 440 (25,3 %) Personen im Alter von 0 bis 14 Jahren, 1.088 (62,7 %) Personen im Alter von 15 bis 64 Jahren und 208 (12,0 %) Personen von 65 Jahren und mehr.

### Bevölkerungsentwicklung
Das Gebiet ist sehr dünn besiedelt und die Bevölkerungszahl stark rückläufig. Die Schätzungen des INDEC gehen von einer Bevölkerungszahl von 1.371 Einwohnern per 1. Juli 2022 aus.
| Jahr | 1947  | 1960  | 1970  | 1980  | 1991  | 2001  | 2010  | 2022    |
| Einwohner                                                                                                | 3.506 | 3.479 | 2.621 | 2.724 | 2.356 | 2.079 | 1.736 | k. Ang. |
| Bevölkerungsentwicklung des Departements seit 1947; Quelle: Ergebnisse der Volkszählungen in Argentinien |       |       |       |       |       |       |       |         |

## Städte und Gemeinden
Das Departamento Ñorquincó gliedert sich in folgende Comisiones de Fomento:
- Mamuel Choique
- Ñorquincó
- Ojos de Agua
- Río Chico

Weitere Orte sind:
- Aguada Troncoso
- Chacay Huarruca
- Chenqueniyeu
- Fitalancao
- Futa Ruin
- Las Bayas